# Ligne Weygand
 (juin 2010).
Si vous disposez d'ouvrages ou d'articles de référence ou si vous connaissez des sites web de qualité traitant du thème abordé ici, merci de compléter l'article en donnant les références utiles à sa vérifiabilité et en les liant à la section « Notes et références ».
Pour les articles homonymes, voir Weygand.

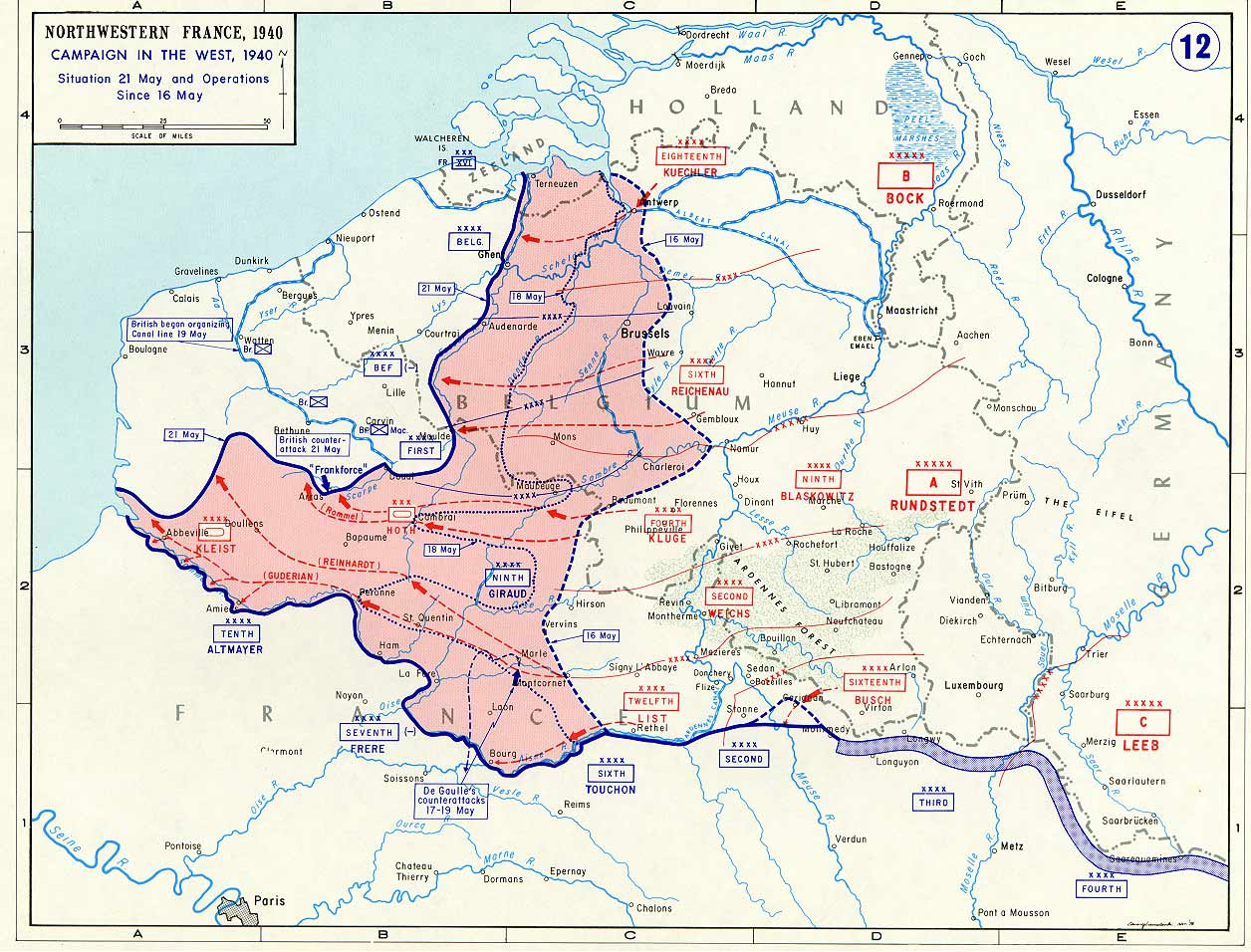
Théâtre des opérations pendant la bataille de France au 21 mai 1940.

La ligne Weygand est un front défensif établi au sud sur la Somme, le canal Crozat, l'Ailette et l'Aisne durant la Seconde Guerre mondiale en mai 1940.
En mai 1940, la situation militaire en France est si compromise que le commandant suprême, le général Maurice Gamelin, jugé trop passif, est écarté. Second de Foch en 1918, Weygand, alors en Syrie, est rappelé le 17 mai par Paul Reynaud pour remplacer Gamelin. À la même date, le maréchal Pétain entre au gouvernement. Les divisions blindées allemandes, ayant percé le front à Sedan le 13 mai, poursuivent leur course à l'ouest et ont atteint la côte sur la Somme, séparant l'Armée française qui combat en Belgique des autres armées françaises en l'encerclant avec les armées belge et britannique.

## Défense de la Ligne Weygand
À partir du 15 mai, après la percée du front français sur la Meuse, la défense française au sud se reporte sur le cours de l'Aisne, puis de l'Ailette, du canal Crozat et de la Somme. 
Weygand arrive en France le 19 mai. Il espère arrêter l'offensive allemande sur cette ligne s'appuyant sur la Somme, le canal Crozat, l'Ailette et l'Aisne surnommée « ligne Weygand ». 
La période de réduction de la poche de Dunkerque est utilisée pour renforcer la ligne de la Somme, mais les défenses y sont insuffisantes pour tenir très longtemps sans réserve. Les Alliés n'ont à leur disposition que 60 divisions, dont une seule britannique, pour couvrir un front de 600 kilomètres de long. Le Groupe d'armées 3, commandé par le général Besson, tient la ligne sur la Somme et le Groupe d'armées 4, commandé par le général Huntzinger, le front sur l'Aisne. Moralement, l'opération Dynamo a redonné espoir mais le retrait des Britanniques est vécu comme un abandon.
Le 5 juin 1940 (Opération Fall Rot ou Plan rouge), les Allemands passent à l'offensive sur la Somme entre Amiens et la mer et sur l'Ailette. 
La vigueur de la défense française ralentit l'avance de l'offensive allemande, mais le rapport de forces est devenu trop inégal et les défenses sont contournées et séparées les unes des autres. La nouvelle stratégie, ordonnée par Weygand, qui renonce à colmater les brèches et enjoint de tenir sur place, n’empêche pas les forces allemandes de se rejoindre après avoir dépassé les nids de résistance français pour continuer à foncer vers le sud en même temps qu'elles se divisent à l'est pour remonter vers la ligne Maginot afin de prendre celle-ci à revers.

## Poursuite des combats
Les troupes allemandes atteignent la Seine à Rouen le 9 juin. Paris, déclarée ville ouverte, tombe sans combat le 14 juin. Entre les 13 et 19 juin, les Allemands franchissent le Rhin entre Schœnau et Neuf-Brisach. Guderian s'engouffre alors jusqu'à Pontarlier, atteint le 17 juin, et Belfort, le 18 juin, prenant à revers les unités restées dans la ligne Maginot capturées en masse après quelques jours de combats.